# Ławka
Ławka war ein polnisches Längenmaß und auch die Bezeichnung für ein Feld- und Flächenmaß sowie auch die Bezeichnung für das Raummaß mit den entsprechenden Vorsilben. Die Maße galten mit diesen Werten ab 1816.

## Länge
- 1 Ławka = 43,2 Millimeter; daraus folgt 1 Meter = 23,148 Ławka

Die Maßkette für das Längenmaß war:
- 1 Stopa = 10 Ławka = 18 Calow = 216 Linii = 193 Pariser Linien = 432 Millimeter
- 1 Ławka = 1 4/5 Calow (Zoll) = 19 3/20 Pariser Linien = 43 1/5 Milimetr/Millimeter.[1]

## Fläche
- 1 Quadrat-Ławka = 0,001866 Quadratmeter; daraus folgt 1 Quadratmeter = 535,829 Quadrat-Ławka

## Raum
- 1 Kubik-Ławka = 0,00806215 Kubikmeter; daraus folgt 1 Kubikmeter = 124,069 Kubik-Ławka

## Beziehungen
- 10 Ławka = 1 Pręcik (kleine Feldmesser Rute)
- 13 ½ Ławka = 1 Łokieć (Elle)
- 100 Ławka = 1 Pręt (Rute)
- 1000 Ławka = 1 Sznur